# Gos (Fils)
Die Gos ist ein 3,8 km langer Bach im Landkreis Göppingen in Baden-Württemberg, der südwestlich von Unterdrackenstein am Rande des Waldgebietes „Impferloch“ entspringt. Er ist ein rechter Zufluss der Fils.

## Name
Der Name ist eine Rückbildung aus dem Ortsnamen Gosbach, welcher 'Sturzbach' bedeutet und Bezug auf den Gos-Wasserfall nimmt.

## Verlauf
Das Haupttal der Gos beginnt in diesem Waldgebiet und zieht zunächst nordöstlich; der hier fließende, auf bis etwa 660 m ü. NHN entstehende Bach heißt zunächst Impferlochbach. Nach weniger als einem Kilometer läuft ihm vom rechten Talhang die merklich kürzere Gos aus dem Weiler Unterdrackenstein zu, der auf einer über 20 Meter mächtigen Kalktuffterrasse erbaut ist, den sie hier in Quellnähe abgelagert hat. Die Gos fließt von ihrer Quelle am unteren Hang durch den kleinen Ort zur Terrassenkante und stürzt als Wasserfall über die Wand hinab.
Das kalkhaltige (kohlensäurehaltige) Wasser verfängt sich im Bewuchs der Nässe und Kalk liebenden Laubmoose. Die anfangs matschige Kalksubstanz trocknet allmählich und bildet schöne Kalktuff-Polster. Die Moospflanzen wachsen weiter. Nach der Sturzmulde fließt das Wasser in kleinen von Kalktuff gebildeten Stufen  in die Talsenke bis zu Vereinigung mit dem Impferlochbach.
In kalten Wintern kann es vorkommen, dass der Gos-Wasserfall bizarre Eisgebilde formt. Ein schon an der Quelle abgezweigter unterirdischer Lauf durch den Weiler mit Namen Mühlbach mündet bald danach in den nun Gos genannten Hauptbach. Am Ostrand des Weilers entsteht ein weiterer kurzer rechter Zufluss an der Mühlrainquelle.
Nach etwa der Hälfte ihres Laufes biegt die Gos kurz vor dem Zufluss zweier weitere Hangquellzuläufe mit über einem halben Kilometer Länge aus einem Seitentalstutzen langsam auf Nordlauf. Auf ihrem Weg durch das Gosbachtal wird sie außer von solchen Hangquellzuflüssen des Albtraufs auch von Quellen in ihrer Aue gespeist. Im Gemeindeteil Gosbach von Bad Ditzenbach mündet sie auf etwa 520 m ü. NHN von rechts kurz vor der Flussbrücke in die obere Fils.

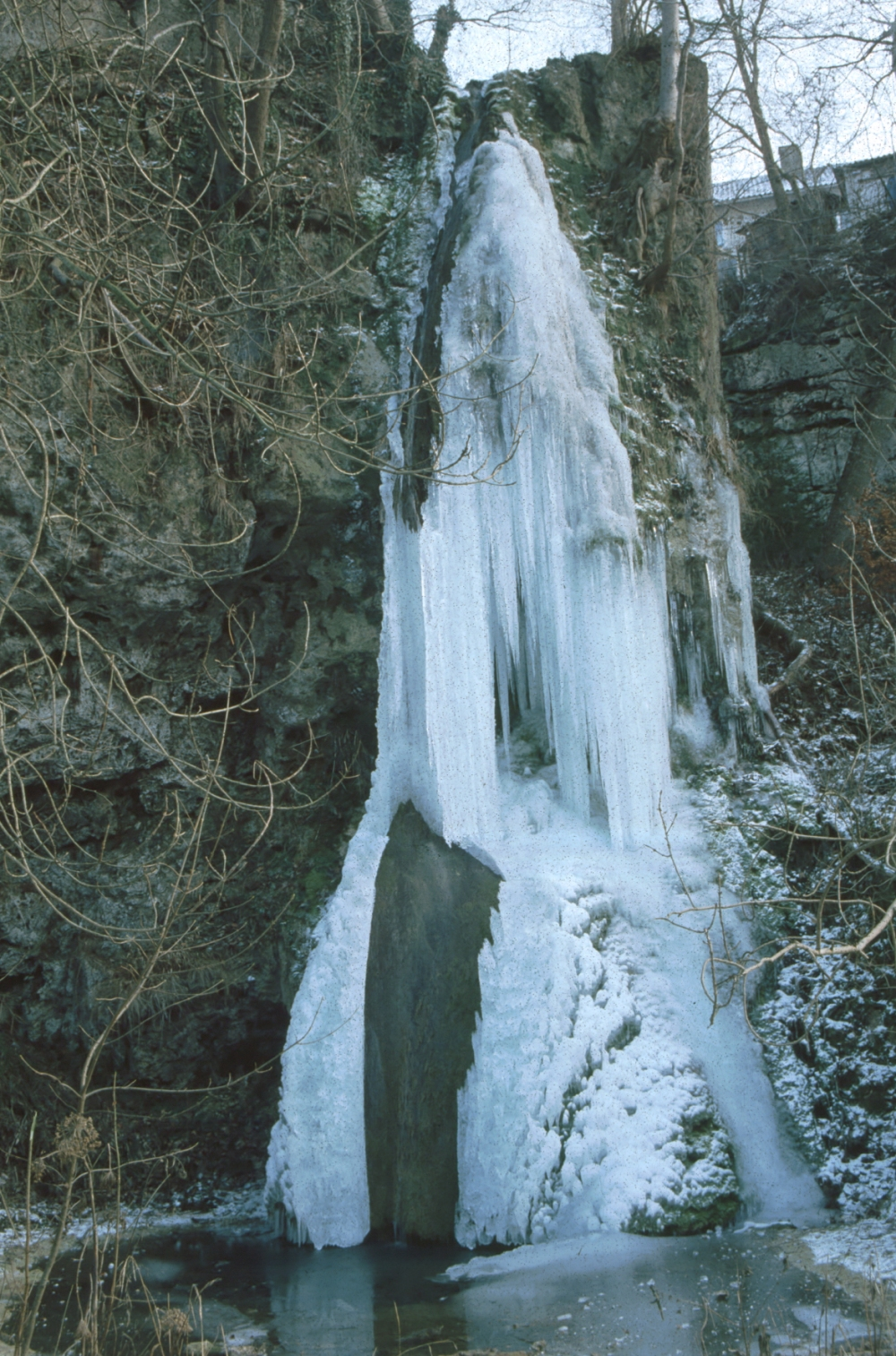
Eisgebilde am Gos-Wasserfall
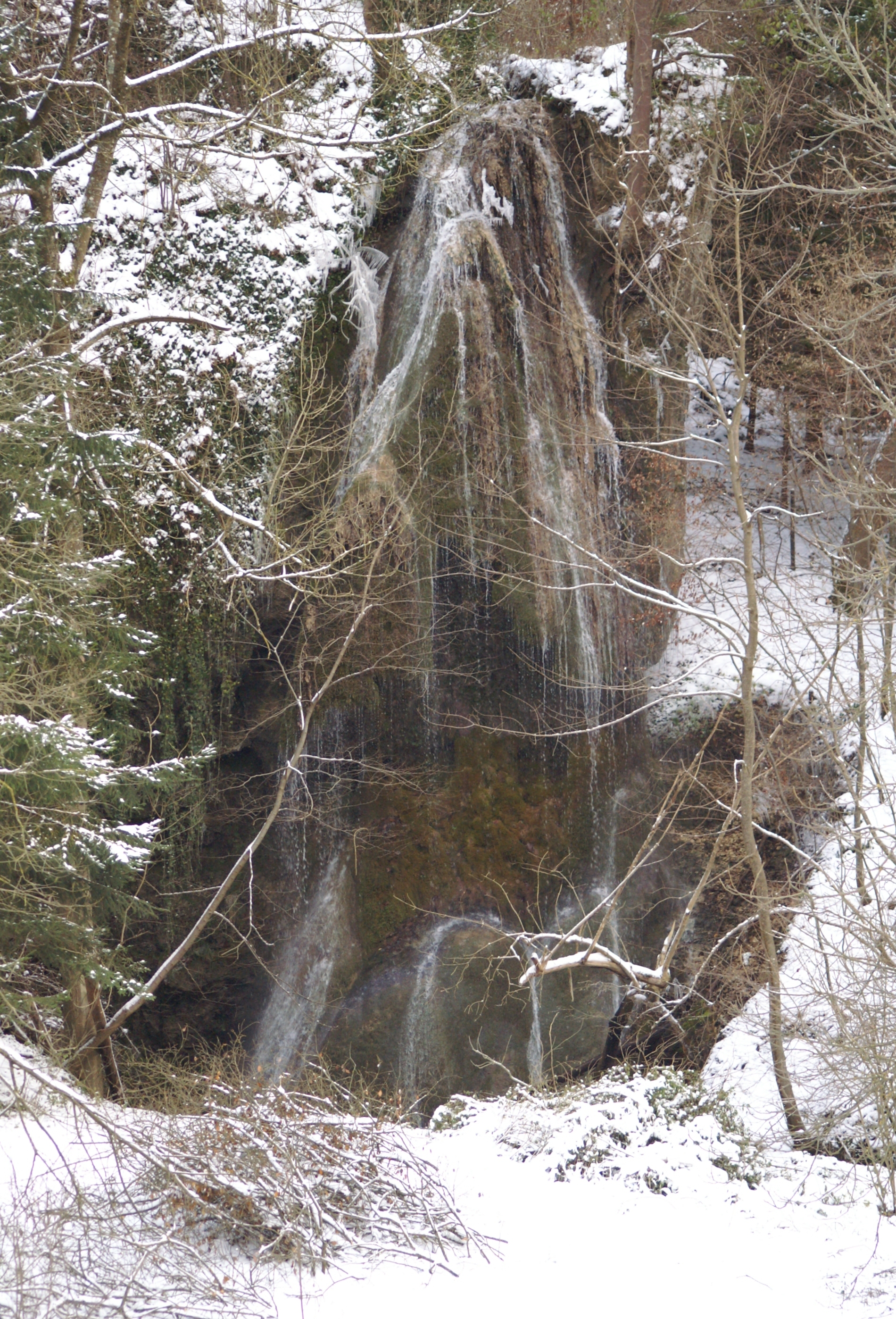
Gos-Wasserfall im Winter
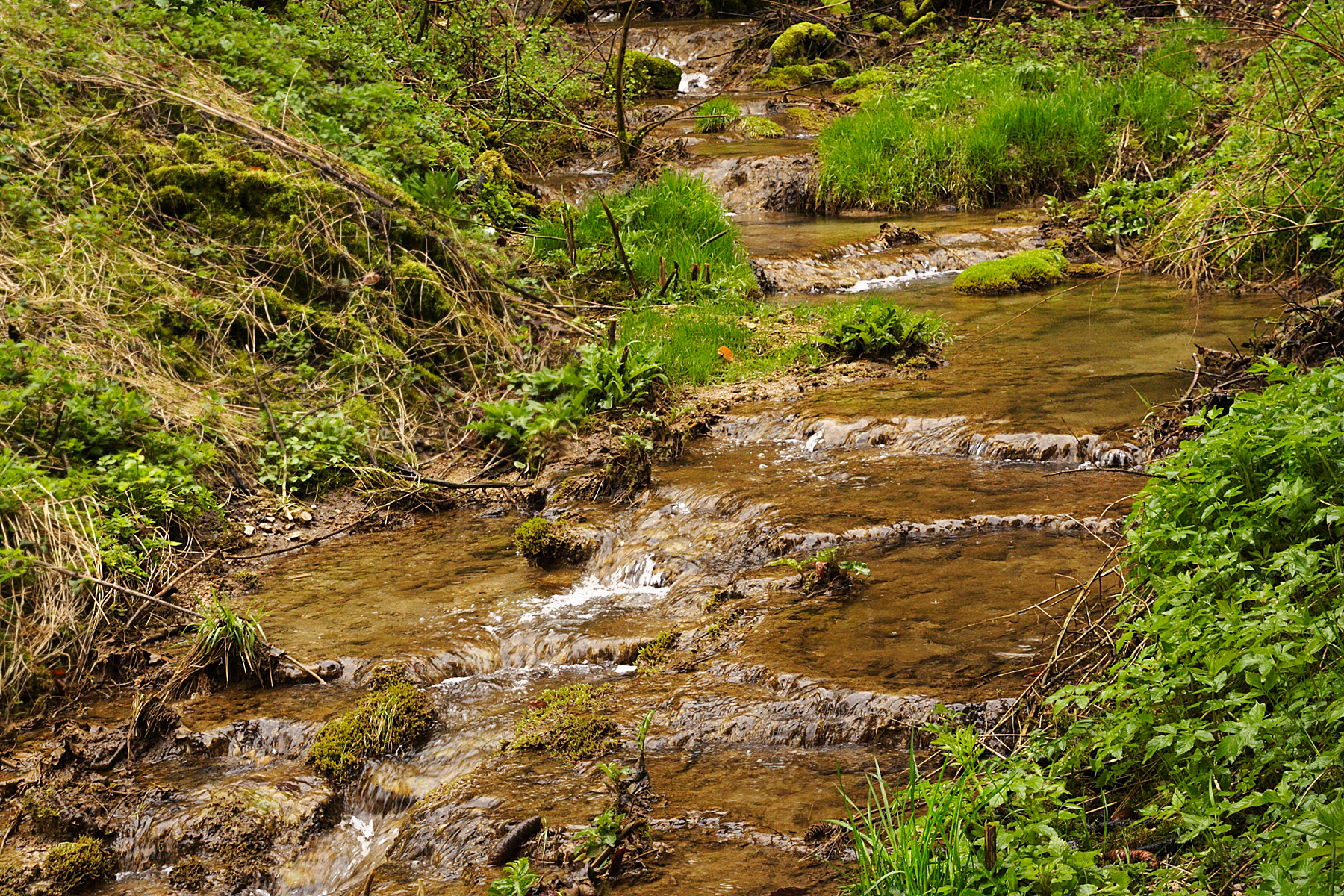
Aus Kalktuff im Gosbach gebildete Stufen nach dem Drackensteiner Wasserfall